# 1992年夏季奧林匹克運動會跳水比賽
1992年夏季奧林匹克運動會的跳水比賽由1992年7月26日至8月3日進行，為期9天；賽事設有男女子的3米彈板及10米高台四個項目，決出金、銀、銅牌各四面。
本屆比賽共有來自31個國家的100名跳水運動員參與，當中包括46男、54女。在眾多選手中，年齡最小的是羅馬尼亞的克莱拉·埃琳娜·乔坎，年僅13歲又211日；而年齡最大的則是奧地利選手尼基·斯塔伊科维奇，時年33歲又150日。
最終，中國以三金、一銀、一銅的成績，位列獎牌榜的榜首。而在個別運動員方面，13岁的伏明霞夺得女子10米跳台冠军，除助中国赢得女子跳台三连冠外，也成为中国体育历史上最年轻的奥运冠军。由于奧委會在此屆奧運後禁止14岁以下运动员参加奥运会，这纪录一直由伏明霞保持至今。

## 參賽國家及運動員人數
以下為派員參加跳水比賽的國家代表隊（按隊伍英文名稱序），括號內顯示該隊的參賽運動員人數：

| - 阿根廷（2） - （7） - 奥地利（2） - 比利时（1） - 巴西（1） - 保加利亚（1） - 加拿大（8） - 中国（8） - 法国（2） - 德国（6） | - 英国（4） - 希腊（1） - 匈牙利（3） - 意大利（3） - 日本（3） - 墨西哥（8） - 荷兰（2） - 新西兰（1） - 朝鲜（4） - 挪威（1） | - 波兰（1） - 罗马尼亚（4） - 南非（1） - 西班牙（3） - 瑞典（1） - 瑞士（2） - 独联体（7） - 美国（7） - 委内瑞拉（1） - 津巴布韦（2） |

## 國家獎牌榜
| 排名   | 国家／地区    | 金牌 | 银牌 | 铜牌 | 總數 |
| ------ | ------------- | ---- | ---- | ---- | ---- |
| 1      | 中国（CHN）   | 3    | 1    | 1    | 5    |
| 2      | 美国（USA）   | 1    | 1    | 1    | 3    |
| 3      | 独联体（EUN） | 0    | 2    | 1    | 3    |
| 4      | 德国（GER）   | 0    | 0    | 1    | 1    |
| 總計： | 總計：        | 4    | 4    | 4    | 12   |

## 項目優勝者

### 男子
| 項目                 | 金牌              | 金牌   | 银牌                | 银牌   | 铜牌                      | 铜牌   |
| 男子3米彈板（詳細）  | 马克·伦齐（美国） | 676.53 | 谭良德（中国）      | 645.57 | 德米特里·萨乌丁（独联体） | 627.78 |
| 男子10米高台（詳細） | 孙淑伟（中国）    | 677.31 | 斯科特·多尼（美国） | 633.63 | 熊倪（中国）              | 600.15 |

### 女子
| 項目                 | 金牌           | 金牌   | 银牌                      | 银牌   | 铜牌                     | 铜牌   |
| 女子3米彈板（詳細）  | 高敏（中国）   | 572.40 | 艾丽娜·拉什科（独联体）   | 514.14 | 布丽塔·巴尔杜斯（德国）  | 503.07 |
| 女子10米高台（詳細） | 伏明霞（中国） | 461.43 | 叶连娜·米罗申娜（独联体） | 411.63 | 玛丽·埃伦·克拉克（美国） | 401.91 |